# Bricklin Vehicle Corporation

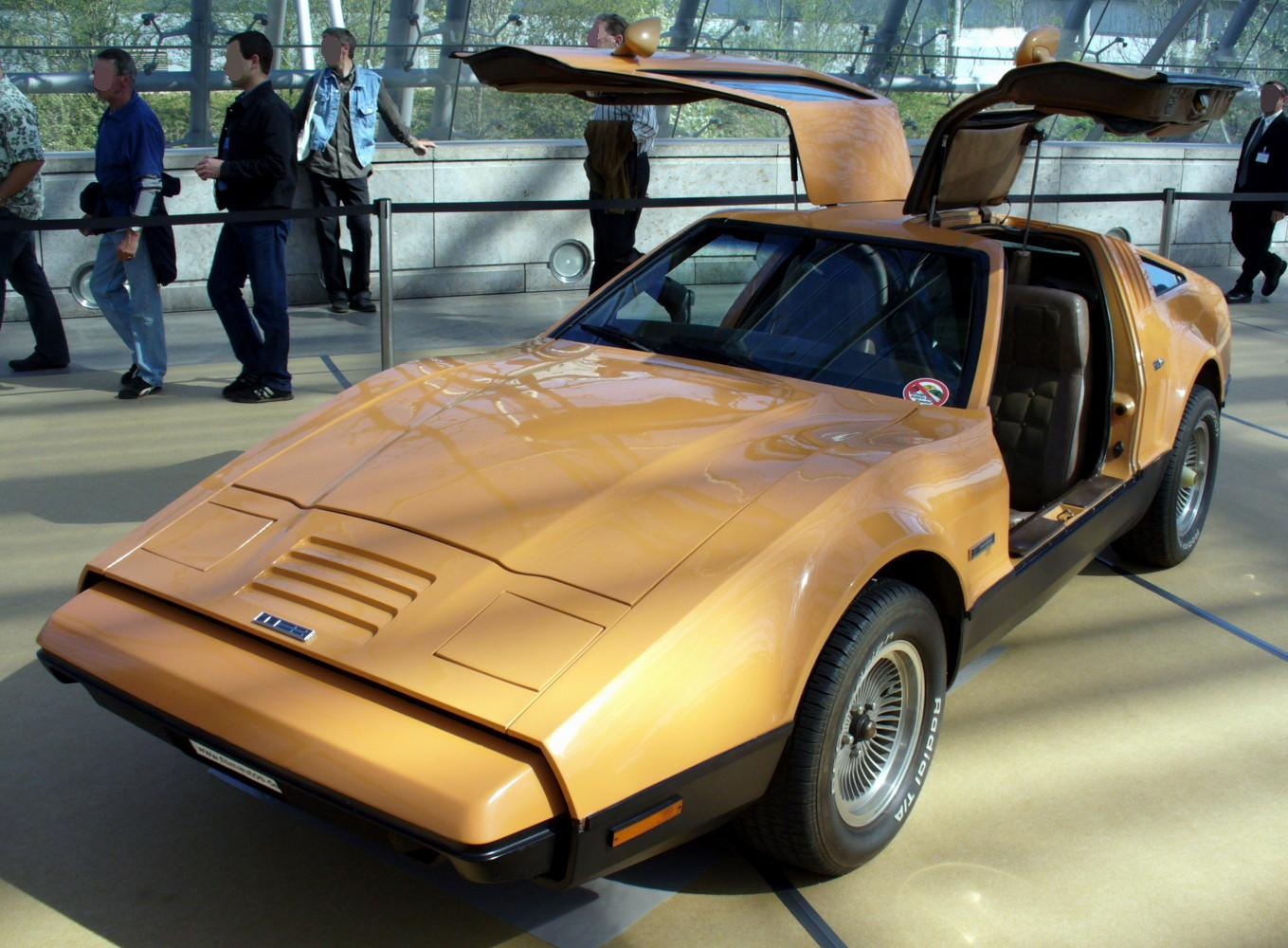
Bricklin SV-1

Bricklin Vehicle Corporation war ein kanadischer Hersteller von Automobilen.

## Unternehmensgeschichte
Malcolm Bricklin gründete 1974 das Unternehmen in Saint John (New Brunswick) zur Produktion von Automobilen. Der Markenname lautete Bricklin. Im Folgejahr endete die Produktion. Insgesamt entstanden 2897 Fahrzeuge.

## Fahrzeuge
Der Bricklin SV-1 war das einzige Modell des Herstellers. Das Kombicoupé hatte Flügeltüren.